# Triflupromazine
Triflupromazine is een klassiek antipsychoticum uit de fenothiazine groep dat in Nederland op de markt werd gebracht onder de naam Siquil. Triflupromazine veroorzaakt soms ernstige extrapiramidale bijwerkingen. Daarom is dit oude antipsychoticum van de markt gehaald.
Tot de ernstige bijwerkingen die regelmatig optraden behoorden acathisie en tardieve dyskinesie en in enkele gevallen het potentieel dodelijke, maligne neuroleptisch syndroom.